# نبرد لاده
جنگ لاده یک جنگ دریایی میان شاهنشاهی هخامنشی و دولت شهرهای یونانی بود که در سال ۴۹۴ پیش از میلاد با حمله سپاه ایران به فرماندهی داریوش هخامنشی به بخشی از قلمروی یونان باستان صورت گرفت که نتیجه آن پیروزی قاطع هخامنشیان و بازپس‌گیری شهر یونیه بدست سپاه ایران بود.
بنا به نقل دانشنامه ایرانیکا در ۴۹۴ پیش از میلاد، داریوش به یونان یورش برده و در نزدیکی جزیره لاده یونانیان را شکست می‌دهد.

## موقعیت جغرافیایی
لاده نام جزیره‌ای کوچک است که بخشی از شهر ملط باستان در یونیه می‌باشد، که خود در غرب آناتولی بر ساحل دریای اژه واقع است، در گذشته این منطقه در قلمروی یونان باستان و در زمان حال در بخشی از خاک کشور ترکیه می‌باشد. و بنابر گفته هرودوت لاده یا لادا از جزایر دریای اژه واقع در نزدیکی شهر ملط است که پارس‌ها در این محل در سال ۴۹۸قبل از میلاد یونانی‌ها را با شکست سختی روبه رو کردند.

## نبرد لاده
نبرد لاده یک نبرد دریایی بود که در زمان شورش ایونیان در ۴۹۴ ق. م رخ داد. این جنگ میان یونی‌ها و امپراتوری ایران رخ داد که نتیجه آن پیروزی قاطع ایرانیان بود.
در سال ۴۹۹ ق. م مهاجمان بعد از ملط با یک ساتراپ پارسی، آرتافرنس را برای تسخیر ناکاس به منظور تقویت موقعیت خود در میلتس راه اندازی کردند. این مأموریت فریب کارانه بود و آریستاگوراس تصمیم گرفت تا کل یونیا را به شورش علیه پادشاه ایران، داریوش بزرگ، تحریک کند.
در ابتدا در سال ۴۹۸ ق. م یونی‌ها در این حمله با حمایت از نیروهای آتن و ارتریا، ضبط ساردی، قبل از شکست در جنگ افسس پشت کردند. پس از آن شورش به کریا و قبرس گسترش یافت. در سال ۴۹۴ ق. م ارتش و نیروهای ارتش و نیروی دریایی ایران دوباره گروه شدندو به مرکز شورش در ملط مستقر شدند.
یونانی‌ها از دریای میلتس سعی در دفاع از ملت داشتند، و دفاع از میلتس را به میلی‌ها سپردند. ناوگان ناحیه یونانی در جزیره لاده در ساحل میلتوس جمع شدند. با شکست یونانی‌ها در لاده شورش یونیان تمام شد و پایان یافت.

## پیامدها
با شکست لاد، سال بعد ایرانیان آخرین قلعه‌های شورشی را کاهش دادند و روند صلح را به منطقه آغاز کردند. شورش یونانی‌ها اولین درگیری بزرگ میان یونان باستان و ایران بود به همین ترتیب اولین مرحله جنگ‌های یونان و پارسی است.
اگرچه داریوش توانسته بود ایونیه (آسیای کوچک) را بازگرداند ولی با در نظر گرفتن اینکه دولت‌شهرهای یونان تهدیدی پایدار برای ثبات شاهنشاهی وی بود، تصمیم گرفت تمام یونان را فتح کند و داریوش قول داد که آتن و ارتریا را بخاطر حمایت از شورش مجازات کند.
درسال۴۹۲ پ.م نخستین تهاجم ایرانی به یونان، مرحله بعدی جنگ‌های یونانی و پارسی را به عنوان یک نتیجه مستقیم از شورش یونیان آغاز شد.